# Michael Franzese
Michael Franzese (nascido em 27 de maio de 1951) é um ex-mafioso americano e caporegime da Família criminosa Colombo, de Nova Iorque, filho do subchefe Sonny Franzese. Michael foi um estudante de medicina na Universidade Hofstra, mas largou a faculdade depois que seu pai foi condenado a cinquenta anos de prisão e então tentou ajuda-lo. Trabalhando para a máfia, ele ajudou a desenvolver um esquema milionário para fraudar impostos federais sobre a gasolina na década de 1980.
Em 1986, aos 35 anos de idade, a revista Fortune listou Michael Franzese na décima-oitava posição na sua lista dos "Cinquenta Chefes da Máfia mais Ricos e Poderosos [dos Estados Unidos]". Michael afirmou que, no auge de sua carreira criminosa, seus esquemas criminosos geravam cerca de US$ 8 milhões de dólares em lucro para a Máfia por semana. Em março de 1986, ele foi sentenciado a dez anos de prisão por conspiração para fraudar o governo federal, sendo solto em 1989 e preso novamente em 1991 por violar sua condicional, sendo libertado em definitivo em 1994. Pouco depois, ele anunciou que havia renunciado sua vida no crime, se mudou para a Califórnia e começou uma nova carreira como escritor e palestrante motivacional.